# Tove Ditlevsen
Tove Irma Margit Ditlevsen (14 de diciembre de 1917, Copenhague-7 de marzo de 1976, Copenhague) fue una escritora danesa.

## Vida y obra
Nació en Copenhague y creció en un barrio de clase obrera de Vesterbro. Las experiencias de su niñez fueron los puntos focales de su trabajo.  Ditlevsen se casó y se divorció cuatro veces.
Publicó 29 libros que incluyen cuentos, novelas, poesía y memorias. En 1953 le otorgaron el premio Tagea Brandt Rejselegat.  Su poema "Blinkende Lygter", del libro homónimo, aparece en la película  Luces parpadeantes (2000) , dirigida por Anders Thomas Jensen. En español se han publicado la Trilogía de Copenhague, que reúne tres de sus libros autobiográficos (Barndom, Ungdom y Gift), la novela Las caras (Angisterne),y el libro de relatos Felicidad perversa (que reúne Paraplyen y Den onde lykke), todos ellos en Seix Barral.
En 1986, Astrid Henning-Jensen realizó una versión cinematográfica de la novela Barndommens gade, de  Ditlevsen (en español la película se distribuyó como La calle de la infancia). La banda sonora estuvo a cargo de Anne Linnet, que cantaba poemas de Ditlevsen. Su Trilogía de Copenhague reúne por primera vez en castellano, en un solo volumen, Infancia, Juventud y Dependencia, las tres novelas biográficas fundamentales de Ditlevsen.
Tove Ditlevsen se suicidó en 1976, al tomar una sobredosis de píldoras para dormir.